# 黒沢ともよ
黒沢 ともよ（くろさわ ともよ、1996年4月10日 - ）は、日本の女優、声優、歌手。埼玉県秩父市出身。東宝芸能所属。

## 経歴
役者人生は、習い事の一つとして始める。3歳頃から演技の勉強を始め、2000年頃から子役として黒沢朋世名義でテレビドラマ、CM、舞台へ出演。その時は挨拶、礼儀、そういったものを大切にする子役界に所属させることが、親御のしつけの一環であったようで、当初は友人の家に遊びに行く感覚であったという。2000年、NHK大河ドラマ『葵 徳川三代』の市姫でテレビドラマ初出演。2003年、舞台『奇跡の人』出演時に、役者人生を歩むことを決意。同年、舞台『新・美空ひばり物語』にて幼少期の美空ひばりを演じる。色々な芝居をして、色々な人物と出会っていくうち、6、7歳の頃には、「お芝居で食べて行きたい」と思うようになったという。
2005年、『モーツァルト!』のアマデ役でミュージカル初出演。2006年、『ポンキッキ』内で放送されたCGアニメーション作品『ポンポン ポロロ』の主題歌を担当。同年前進座の公演『謎帯一寸徳兵衛』の団七娘お市役で歌舞伎初出演。
2008年よりSound HorizonのPVやコンサートにモーションアクターとして出演。2010年の7th Story CD『Märchen』ではボーカル・ボイスアクターなども務める。2009年、ミュージカル『グレイ・ガーデンズ』にジャクリーン・ブーヴィエ役で出演。
2010年、劇場アニメ『宇宙ショーへようこそ』の主人公・小山夏紀役にて声優デビュー。中学2年生のときに東京児童劇団を退団し、芸能活動を一時休止。2012年よりマウスプロモーションに所属し、声優業を活動の中心とする。2015年、法政大学へ進学。同年4月より放送の『響け!ユーフォニアム』の黄前久美子役でテレビアニメ初主演。2016年、舞台『アイワズライト』に出演、ストレートプレイは7年ぶりの出演となる。
2018年3月3日、第十二回声優アワード主演女優賞受賞。
2019年、法政大学を卒業。大学卒業もきっかけとして、2018年頃より声優業も並行しつつ、再度活動の中心を舞台演劇に戻している。
2021年8月1日、マウスプロモーションから東宝芸能への移籍を発表。
2023年6月8日、結婚したことを発表した。

## 人物
2005年に初出演したミュージカル『モーツァルト!』にて、中川晃教ら演者の歌唱に刺激を受け、本作品の歌唱指導に師事したことが歌を始めるきっかけとなった。自身の人生において大きな部分を占め、この作品なしでは今の自分は存在しないと語っている。
涼風真世や井上芳雄、山口祐一郎など共演歴のある俳優とは舞台観劇を通じて今でも交流がある。大竹しのぶを尊敬し、7歳のころに大竹から「いい役者になりたかったら、いい人間になりなさい」と言葉をかけられた。ほかには、Sound HorizonのPVやコンサートなどに出演した際の縁で、TM NETWORKの宇都宮隆を敬愛していると語る。
趣味は料理、散歩。週に1回は煮込み料理を作る。マウスプロモーションのプロフィールでは趣味・特技欄にダンス、歌、ギターが挙げられていた。ギターは高校時代に軽音楽部に所属していたころに担当していた楽器である。また、軽音楽部の他に家庭部も掛け持ちしていた。芸能活動時においては、2020年夏に出演したツイキャスのブランドムービーでギター姿を披露し、sumikaの「フィクション」を歌唱。出演記念として行われたツイキャス配信でも弾き語り＆トークライブが行われた。
一人っ子である。

## 出演
太字はメインキャラクター。

### テレビアニメ
2012年
- ブラック★ロックシューター（女生徒B、女子生徒A、バスケ部員、女子生徒C、マネージャー、同級生B）
- アイカツ!（2012年 - 2016年、有栖川おとめ）

2014年
- ブラック・ブレット（ティナ・スプラウト）
- 普通の女子校生が【ろこどる】やってみた。（鶴木つばさ）
- 甘城ブリリアントパーク（シルフィー）
- 結城友奈は勇者である（2014年 - 2021年、犬吠埼樹） - 3シリーズ

2015年
- アイドルマスター シンデレラガールズ（赤城みりあ） - 2シリーズ
- 響け!ユーフォニアム（2015年 - 2024年、黄前久美子） - 3シリーズ
- 終わりのセラフ（君月未来、鬼箱王） - 2シリーズ

2016年
- アクティヴレイド -機動強襲室第八係-（Liko） - 2シリーズ
- ラグナストライクエンジェルズ（姉守綾乃）
- リルリルフェアリル（オーロラ、コーン、しじみ）
- 三者三葉（一柳ひより）
- ツキウタ。 THE ANIMATION（伊地崎麗奈）

2017年
- BanG Dream!（2017年 - 2022年、ミッシェル / 奥沢美咲） - 3シリーズ + 1作品
- サクラクエスト（鈴木エリカ）
- 恋と嘘（一条花月、アナウンス）
- アイドルタイムプリパラ（2017年 - 2018年、ガァララ・ス・リープ）
- 宝石の国（フォスフォフィライト）
- アイドルマスター シンデレラガールズ劇場（2017年 - 2019年、赤城みりあ） - 3シリーズ

2018年
- ひそねとまそたん（貝崎名緒）
- Cutie Honey Universe（フラッシュハニー）
- BanG Dream! ガルパ☆ピコ（2018年 - 2022年、ミッシェル / 奥沢美咲） - 3シリーズ
- 中間管理録トネガワ（ざわ…ボイス〈006〉） - 「黒さわ…ともよ」名義
- あかねさす少女（土宮明日架 / アスカ）
- からくりサーカス（2018年 - 2019年、タランダ・リーゼロッテ・橘）

2019年
- 消滅都市（リョウコ）
- 彼方のアストラ（キトリー・ラファエリ）
- 荒ぶる季節の乙女どもよ。（本郷ひと葉）

2020年
- ラディアン（ヴェローヌ）
- うちタマ?! 〜うちのタマ知りませんか?〜（桶谷コマ）
- アイカツオンパレード!（有栖川おとめ）
- LISTENERS リスナーズ（ツェンデ・ノイバウテン）
- 天晴爛漫!（一色ふみ）
- レヱル・ロマネスク（紅）
- アクダマドライブ（一般人）
- 魔女の旅々（サヤ）
- パズドラ（2020年 - 2025年、アキ、ケイ）
- 禍つヴァールハイト -ZUERST-（ヤスミン）
- 呪術廻戦（2020年 - 2023年、高田ちゃん） - 2シリーズ

2021年
- ゆるキャン△ シリーズ（2021年 - 2024年、土岐綾乃） - 2シリーズ
- アズールレーン びそくぜんしんっ!（陸奥）
- さよなら私のクラマー（周防すみれ）
- 結城友奈は勇者である ちゅるっと!（犬吠埼樹）
- MARS RED（明里）
- 美少年探偵団（長縄和菜）
- SCARLET NEXUS（ハルカ・フレイザー）
- ONE PIECE（2021年 - 2022年、うるティ）
- もっと!まじめにふまじめ かいけつゾロリ（2021年 - 2022年、アクミ） - 2シリーズ
- メガトン級ムサシ（2021年 - 2023年、神崎明日菜、アーシェム・ライア） - 2シリーズ

2022年
- ドールズフロントライン（P7）
- むさしの!（荒神東）
- プリマドール（灰神楽）
- アキバ冥途戦争（しぃぽん）
- アークナイツ（2022年 - 2025年、アーミヤ） - 3シリーズ

2023年
- TRIGUN STAMPEDE（ヴァッシュ・ザ・スタンピード〈幼少期〉）
- 天国大魔境（クク）
- スキップとローファー（岩倉美津未）
- アイドルマスター シンデレラガールズ U149（赤城みりあ）
- 魔法少女マジカルデストロイヤーズ（ピンク）
- アンデッドガール・マーダーファルス（輪堂鴉夜）
- 幻日のヨハネ -SUNSHINE in the MIRROR-（ツキ）

2024年
- メタリックルージュ（ナオミ・オルトマン）
- 明治撃剣-1874-（鹿又澄江 / 雛鶴）
- 戦国妖狐（灼岩） - 2シリーズ
- 葬送のフリーレン（エーデル）
- 戦隊大失格（2024年 - 2025年、明林恋蓮） - 2シリーズ

2025年
- 悪役令嬢転生おじさん（屯田林日菜子）
- 機動戦士Gundam GQuuuuuuX（アマテ・ユズリハ〈マチュ〉） - 2025年に劇場先行版が公開
- 地獄先生ぬ〜べ〜 (2025)（細川美樹）
- クレバテス-魔獣の王と赤子と屍の勇者-（ナイエ）
- DIGIMON BEATBREAK（咲夜レーナ）

### 劇場アニメ
2010年代
- 宇宙ショーへようこそ（2010年、小山夏紀）
- 魔女っこ姉妹のヨヨとネネ（2013年）
- アイカツ！シリーズ（2014年 - 2023年、有栖川おとめ） - 3作品
- 劇場版 響け！ユーフォニアムシリーズ（2016年 - 2023年、黄前久美子） - 5作品
- ポッピンQ（2016年、都久井沙紀）
- 結城友奈は勇者部所属（2017年、犬吠埼樹）
- 劇場版 プリパラ&キラッとプリ☆チャン 〜きらきらメモリアルライブ〜（2018年、ガァララ）
- フリクリ プログレ（2018年、アイコ）
- ラブライブ!サンシャイン!! The School Idol Movie Over the Rainbow（2019年、渡辺月）
- コードギアス 復活のルルーシュ（2019年、シャンティ）
- BanG Dream! FILM LIVE（2019年 - 2021年、ミッシェル） - 2作品
- 僕のヒーローアカデミア THE MOVIE ヒーローズ:ライジング（2019年、真幌）

2020年代
- クレヨンしんちゃん 激突! ラクガキングダムとほぼ四人の勇者（2020年、ユウマ）
- 映画 さよなら私のクラマー ファーストタッチ（2021年、周防すみれ）
- 竜とそばかすの姫（2021年）
- 劇場版 BanG Dream! ぽっぴん'どりーむ!（2022年、奥沢美咲）
- 映画 ゆるキャン△（2022年、土岐綾乃）
- クラユカバ（2024年、タンネ）
- 劇場版モノノ怪 唐傘（2024年、アサ）
- ゼーガペインSTA（2024年、ミルヒ）

### OVA
- 響け！ユーフォニアム「かけだすモナカ」（2015年、黄前久美子） - 第1期Blu-ray第7巻収録番外編
- 宇宙戦艦ヤマト2202 愛の戦士たち（2018年、市瀬美奈[124]）

### Webアニメ
2010年代
- アイドルマスター シンデレラガールズ劇場（2017年 - 2021年、赤城みりあ） - 2シリーズ
- マウスどうぶつえん（2018年、シマリスのともよ）
- ちちぶでぶちち（2018年、西武薫子）
- ケンガンアシュラ（2019年、呉迦楼羅） - 2シリーズ
- ANOTHER WORLD（2019年、猫好きの同級生）

2020年代
- 終末のワルキューレ（2021年 - 2023年、ゲル） - 2シリーズ
- アイドルランドプリパラ（2021年、ガァララ）
- コタローは1人暮らし（2022年、ケイ）
- もっと!まじめにふまじめ かいけつゾロリ ゾロリのへや（2022年、アクミ）
- サイバーパンク エッジランナーズ（2022年、レベッカ）
- T・Pぼん（安川ユミ子） - 2シリーズ

### ゲーム
2012年
- アイカツ! シンデレラレッスン（有栖川おとめ）

2013年
- アイカツ! 2人のmy princess（有栖川おとめ）
- アイドルマスター シンデレラガールズ（2013年 - 2023年、赤城みりあ） - 3作品

2014年
- アイカツ! 365日のアイドルデイズ（有栖川おとめ）
- 神撃のバハムート（ミト）
- 精霊使いの剣舞 DayDreamDuel（ルル）
- 猫耳さばいばー！（ハカセ）
- 82Hブロッサム（根岸柚季）

2015年
- アイカツ! My No.1 Stage!（有栖川おとめ）
- アルカディアの蒼き巫女（ティア）
- 音速少女隊 -Photon Angels-（ヤンリー、レイニー）
- 白猫プロジェクト（ピレスタ・ムートマイム）
- クイズRPG 魔法使いと黒猫のウィズ（アリエッタ・トワ、ミリエッタ・トワ、ゾンビエッタ、アリエッタ星人）
- スクールファンファーレ（葦竹こよみ）
- ねんしょう!（都築さくら）
- VALKYRIE DRIVE -SIREN-（御崎ことな）
- Bloodborne The Old Hunters
- 結城友奈は勇者である 樹海の記憶（犬吠埼樹）
- 嫁コレ（犬吠埼樹）
- よるのないくに（クリストフォロス）

2016年
- アイカツ! フォトonステージ!!（有栖川おとめ）
- ウチの姫さまがいちばんカワイイ（海獣姫 ケートス）
- エンドライド -X fragments-（グラナート）
- 御城プロジェクト:RE（ゼーランディア城、伊丹城、丸岡城、銀杏城、シノン城）
- オルタンシア・サーガ（2016年 - 2018年、エステル、ソレジュ）
- ガールフレンド（仮）（高良美海） - 2作品
- シドストーリー（フェンリル、ダ・ヴィンチ）
- 消滅都市2（リョウコ）
- テイルズ オブ ベルセリア（モアナ）
- 天穹のアルクルス（ブリダ・ブリサ）
- パズルワンダーランド（ひかり）
- バンドやろうぜ!（マイリー）
- ファイナルファンタジーXV（タルコット・ハスタ）
- ラグナストライクエンジェルズ（姉守綾乃）

2017年
- アンジュ・ヴィエルジュ〜ガールズバトル〜（都久井沙紀）
- エアリアルレジェンズ（ティア・ファン・ネルデン）
- おどりたが〜る! -祭り短し踊れよ乙女-（望月美咲）
- 俺達の世界わ終っている。（少女A）
- CARAVAN STORIES（パダノア）
- 真・女神転生 DEEP STRANGE JOURNEY（チェン）
- 戦艦少女R（ギアリング、鳥海、飛鷹）
- デスティニーチャイルド（ダビ）
- バンドリ！ ガールズバンドパーティ！（2017年 - 2023年、ミッシェル / 奥沢美咲）
- ポッピンQ Dance for Quintet！（都久井沙紀）
- 結城友奈は勇者である 花結いのきらめき（2017年 - 2022年、犬吠埼樹）
- よるのないくに2 〜新月の花嫁〜（クリストフォロス）
- ラジアントヒストリア パーフェクトクロノロジー（アト）
- レイヤードストーリーズ ゼロ（ローレライ、アナテマ）
- アズールレーン（サウスダコタ、陸奥）
- LORD of VERMILION IV（フォスフォフィライト）

2018年
- ORDINAL STRATA -オーディナル ストラータ-（アリカ）
- 装甲娘（カキツ ミハル、シオザキ カズナ）
- アイドルタイムプリパラ（ガァララ・ス・リープ）
- メギド72（2018年 - 2023年、リリム）
- プリパラ オールアイドルパーフェクトステージ!（ガァララ・ス・リープ）
- キングスレイド（ルナ）
- グランドチェイス -次元の追跡者-（アルメ）
- ファンタジーアース ジェネシス（ラオフ）
- あかねさす少女（土宮明日架）
- かんぱに☆ガールズ（フローレンス・レイン）
- 甲鉄城のカバネリ -乱- 始まる軌跡（葉矢）
- クローザーズ（ルナ＝アイキス）
- ファンタシースターオンライン2 es （アフタル・アールアレフ）
- ドールズフロントライン（P7）
- ブレイドスマッシュ（御剣こさや）

2019年
- 荒野のコトブキ飛行隊 大空のテイクオフガールズ!（ダリア）
- 47 HEROINES（小峰神楽）
- JUDGEMENT 7 俺達の世界わ終っている。（少女A）
- エンゲージプリンセス〜眠れる姫君と夢の魔法使い〜（春日藤乃）
- ドラゴンクエストライバルズ（ラグアス王子）
- AI: ソムニウム ファイル（沖浦みずき）
- ファイアーエムブレム 風花雪月（ソティス）
- ファイアーエムブレム ヒーローズ（2019年 - 2025年、カリン、ソティス / ベレス）
- 姫麻雀（リリス・リヒテナウアー、沖田アリス）
- ゼノンザード（キィラン・カッチラム）
- 放置少女〜百花繚乱の萌姫たち〜（呉夫人、胡喜媚、趙公明）
- うたわれるもの ロストフラグ（2019年 - 2022年、クゥラン）

2020年
- アークナイツ（アーミヤ）
- 大乱闘スマッシュブラザーズ SPECIAL（ソティス） - DLC追加キャラクター
- 装甲娘 ミゼレムクライシス（レッドリボン、サラマンダー）
- 社長、バトルの時間です!（ピィリー・サージェ）
- グランブルーファンタジー（2020年 - 2024年、メグ）
- ロストアーク（レナ）
- ファイナルギア -重装戦姫-（小林団子、ニア）
- ドラガリアロスト（ラピス）
- RANBU 三国志乱舞（張飛）

2021年
- ワールドウィッチーズ UNITED FRONT（西沢義子）
- ひめがみ神楽（太上老君）
- ブレイブリーデフォルトII（セレネ・ノエティック）
- ドラゴンクエストX いばらの巫女と滅びの神 オンライン（ラグアス王子）
- ルーンファクトリー5（ベアトリス）
- Caligula2（パンドラ）
- SCARLET NEXUS（ハルカ・フレイザー）
- 舞歌ファンタジア（夏初月はゆ）
- モンスターハンターストーリーズ2 〜破滅の翼〜（エナ）
- ブラック・サージナイト（サンディエゴ）
- ワッチャプリマジ！（2021年 - 2023年、マイキャラボイス〈いきいき〉） - 2作品
- マナシスリフレイン（ファルル・カプアーナ）
- メガトン級ムサシ（神崎明日菜、アーシェム・ライア）
- きららファンタジア（土岐綾乃）
- 東方ロストワード

2022年
- アイドルマスター ポップリンクス（赤城みりあ）
- モンスターストライク（2022年 - 2025年、ピリカ、アマテ・ユズリハ（マチュ））
- 八月のシンデレラナイン（岸楓佳）
- ソウルタイド（朔耶まこ）
- AI: ソムニウム ファイル ニルヴァーナ イニシアチブ（みずき）
- ファイアーエムブレム無双 風花雪月（ソティス）
- ソウルハッカーズ2（リンゴ）
- ドラゴンクエストX オフライン（ラグアス）
- ブラック★ロックシューター FRAGMENT（グレイス）

2023年
- Muse Dash（アーミヤ）
- マジデス壊 魔法少女マジカルデストロイヤーズ（ピンク）
- takt op. 運命は真紅き旋律の街を（月光）
- 404 GAME RE:SET -エラーゲームリセット-（リッジレーサー）
- アイドルランドプリパラ（ガァララ・ス・リープ）

2024年
- アナザーコード リコレクション：2つの記憶/記憶の扉（マシュー・クルーソー）
- ひみつのアイプリ / アイプリバース（マイキャラボイス〈いきいき〉） - 2作品
- アウタープレーン（アリス）
- 魔女のふろーらいふ（鷲津藻縁）

2025年
- HUNDRED LINE -最終防衛学園-（霧藤希、柏宮カルア）
- SDガンダム GGENERATION ETERNAL（アマテ・ユズリハ〈マチュ〉）
- 機動戦士ガンダム U.C. ENGAGE（アマテ・ユズリハ〈マチュ〉）

時期未定
- トライブナイン（十条ミウ）

### ドラマCD
2013年
- アイドルマスター シンデレラガールズ シリーズ（赤城みりあ）

2014年
- 甘城ブリリアントパーク ドラマCD（シルフィー）
- 魔法少女育成計画 in Dreamland（ねむりん）

2015年
- 劇場版 アイカツ! 録り下ろしオリジナルドラマCD（有栖川おとめ）
- 響け!ユーフォニアム ドラマCD（黄前久美子）

2016年
- 椿姫姉妹の優雅（仮）な休日〜遊園地篇〜 （椿姫ひかり）

2017年
- 春待つ僕ら（2017年 - 2019年、春野美月） - コミックス第7・9・12巻特装版特典付属品、デザート2017年7月号・2018年5月号・2019年8月号付録品

2018年
- TVアニメ/データカードダス『アイカツ!』&『アイカツスターズ!』スペシャルドラマCD（有栖川おとめ）
- 魔女の旅々（サヤ） - 小説第8巻特装版付属品

2020年
- ファイアーエムブレム エクストラドラマCD 風花雪月 〜士官学校 探索奇譚〜（ソティス）

2021年
- ゆるキャン△ SEASON2 オリジナルミニドラマ「年越し」（土岐綾乃） - 亜咲花「Seize The Day」アニメ盤に収録
- 「響け！ユーフォニアム」5th Anniversary Disc 〜きらめきパッセージ〜（黄前久美子）

### 吹き替え

#### 映画
- ピラニア リターンズ（2012年、少女[232]）

#### テレビ番組
- スーパープレゼンテーション （2016年、イサベル・ワイゼン）

#### アニメ
- ラーヤと龍の王国（2021年、幼いナマーリ[233]）

### デジタルコミック
- 怪談イズデッド（2015年、赤マント[234][235]）
- ニーナさんの魔法生活（2021年、アイリス[236][237][238]）
- 女子高生除霊師アカネ（2025年、東雲茜[239]）

### ラジオ
※はインターネット配信。
- ブラック・ブレット 〜延珠＆ティナの天誅ラジオ〜（2014年、音泉※・HiBiKi Radio Station※）
- ラジオ「結城友奈は勇者である」勇者部活動報告（2014年 - 2015年、音泉※）[240]
- A&G NEXT BREAKS FIVE STARS（2015年 - 2019年、超!A&G+※）[241]
- 響け!ユーフォラジオ（2015年、音泉※）[242]
- ラジオ「結城友奈は勇者である」勇者部活動報告 春夏秋冬（2015年 - 2017年、音泉※）[243]
- RadioポッピンQ 〜ほんのすこし面白くする、それだけで世界は変わる〜（2016年 - 2017年、音泉※・HiBiKi Radio Station※・アニメイトタイムズ※）
- 響け!ユーフォラジオ2（2016年 - 2017年、音泉※）
- 結城友奈は勇者である 勇者部活動報告〜ラジオの章〜（2017年 - 2018年、音泉※）[244]
- 彼方のアストラ 5千12光年離れた宇宙からのラジオ（2019年、音泉※）[245]

### ラジオCD
- ブラック・ブレット〜延珠&ティナの天誅ラジオ〜（2014年）
- 響け！ユーフォラジオ（2015年）
- ラジオ「結城友奈は勇者である」勇者部活動報告
  - ＜音泉＞スペシャルCD2014冬（2014年）[246]
  - ラジオCD Vol.1 - 3（2015年）[247][248][249]
  - ＜音泉＞サプリCD2015春（2015年）[250]
  - ＜音泉＞スペシャルCD2015夏（2015年）[251]
- ラジオ「結城友奈は勇者である」勇者部活動報告 春夏秋冬 （2015年）
  - ＜音泉＞スペシャルCD2015冬[252]
  - DJCD ラジオ「結城友奈は勇者である」勇者部活動報告 春夏秋冬 出張版 After Days[253]

### 映像商品
- Moira 〜其れでも、お征きなさい仔等よ〜（2009年）
- Märchen 〜キミが今笑っている、眩いその時代に…〜（2011年）
- ラジオ アイドルマスター シンデレラガールズ「デレラジ」DVD Vol.4（2014年）
- THE IDOLM@STER M@STERS OF IDOL WORLD!!2014 Day2（2014年）[254]
- THE IDOLM@STER CINDERELLA GIRLS 1stLIVE WONDERFUL M@GIC!! Day2（2014年）[255]
- THE IDOLM@STER M@STER OF IDOL WORLD!!2015 Live Blu-ray Day2（2016年）[256]
- THE IDOLM@STER CINDERELLA GIRLS 3rdLIVE シンデレラの舞踏会 -Power of Smile- Blu-ray（2016年）[257]

### テレビドラマ
- 葵 徳川三代（2000年、NHK）市姫 役
- あっとほーむ（2000年、TBS）
- 鉄道捜査官 津和野トンネル殺人! 山口線貴婦人号汽笛のトリック（2003年、テレビ朝日）多田道子〈幼少期〉役
- ブラックジャックによろしく（2003年、TBS）ユミ 役
- ママは女医さん（2004年、TBS）
- 歌で逢いましょう（2006年、GyaO）いま 役
- アテンションプリーズ（2006年、フジテレビ）美咲洋子〈幼少期〉役
- 受験の神様（2007年、日本テレビ）
- セサミストリート（2007年、テレビ東京）順子 役
- 真夜中の百貨店（2016年、BSジャパン - #36ゲスト）
- Maybe 恋が聴こえる（2023年、TBS）角田詩子 役[258]
- 極限夫婦 第一章「船越夫婦の場合」（2024年1月19日 - 2月2日、関テレ）香月 役

### 映画
- 筆子・その愛 -天使のピアノ-（2007年） - 石井幸子 役

### 舞台・コンサート
- 喜劇 SANADA（2002年/新宿コマ劇場）小魔人 役
- 奇跡の人（2003年3月2日 - 4月5日、Bunkamura シアターコクーン / 4月7日 - 13日、近鉄劇場）セアラ 役
- 真 清明伝説（2003年/中日劇場）童子 役
- 新・美空ひばり物語（2003年・2004年/新宿コマ劇場、梅田芸術劇場他）加藤和枝 役〈幼少期〉 ※「黒沢朋世」名義[17]
- モーツァルト!（2005年6月4日 - 26日、梅田芸術劇場／7月4日 - 8月26日、帝国劇場／10月5日 - 30日、中日劇場／11月5日 - 30日、博多座）アマデ 役
- 謎帯一寸徳兵衛（2006年/国立劇場）団七娘お市 役
- マリー・アントワネット（2006年・2007年/帝国劇場、梅田芸術劇場、博多座）マリー・テレーズ 役
- Sound Horizon 6th Story Concert Moira 〜其れでも、お征きなさい仔等よ〜（2008年/東京ドームシティホール）アルテミシア 役〈幼少期〉
- まほろば（2008年/新国立劇場）マオ 役
- グレイ・ガーデンズ（2009年/シアタークリエ、シアターBRAVA!、中日劇場）ジャクリーン・ブーヴィエ 役
- BLACK BIRD（2009年/世田谷パブリックシアター他）少女 役 ※他キャストは内野聖陽、伊藤歩のみ
- Sound Horizon 7th Story Concert Märchen 〜キミが今笑っている、眩いその時代に…〜（2010年/東京国際フォーラム、パシフィコ横浜）雪白姫 役
- アイ ワズ ライト（2016年/紀伊國屋サザンシアター）ティンカーベル・クリア 役
- あかつきの湧昇流（2018年/すみだパークスタジオ倉）弥之助弥須代 役
- エムキチビートproduce 音劇 vol.2「世界の終わりに君を乞う。」（2018年12月1日 - 9日、博品館劇場）[259]
- プリキュア15周年Anniversaryライブ 〜15☆Dreams Come True!〜（2019年1月20日、中野サンプラザ）
- 声の優れた俳優によるドラマリーディング
  - 海外文学名作選 第一弾「ハムレット」（2019年2月2日、紀伊國屋サザンシアター TAKASHIMAYA）[260]
  - 日本文学名作選 第八弾「草枕―漱石とグールド―」（2019年2月8日・11日、紀伊國屋サザンシアター TAKASHIMAYA）[261]
- ビョードロ〜月色の森で抱きよせて〜（2019年2月14日 - 17日、新宿FACE） リペン 役[262]
- ミュージカル ひめゆり（2019年7月11日 - 15日、戸田市文化会館） 主演・キミ 役[263]
- PAT Company presents「グッド・イブニング・スクール」（2020年12月17日 - 20日、本多劇場）[264][265]
- KERA CROSS 第4弾「SLAPSTICKS」（2021年12月25日・26日、シアター1010／2022年1月8日 - 10日、サンケイホールブリーゼ／1月14日 - 16日、博多座／1月28日、日本特殊陶業市民会館 ビレッジホール／2月3日 - 17日、シアタークリエ）[266]
- 舞台「アクダマドライブ」（2022年3月10日 - 21日、品川プリンスホテル ステラボール／26日・27日、COOL JAPAN PARK OSAKA WWホール） 主演・一般人 役[267]
- 今度は愛妻家(2022年10月7日 - 23日、よみうり大手町ホール／26日 - 30日、COOL JAPAN PARK OSAKA WW ホール／ 11月5日・6日、仙台市・電力ホール) 蘭子 役 [268][269]
- 音楽朗読劇「四月は君の嘘」（2023年4月1日、飛行船シアター、夜公演） - 宮園かをり役
- Play a Life 10周年記念公演（2025年5月18日、博品館劇場）[270]

### PV
- Sound Horizon 6th Story CD 『Moira』 冥王 -Θανατος- ミュージックビデオ（2008年、アルテミシア〈幼少期〉）
- 『イジらないで、長瀞さん』PV（2019年、長瀞さん）
- 小説『時守たちのラストダンス』『七夕の夜におかえり』アニメPV（2021年[271]）

### CM
- 王子ネピア「NEWドレミパンツ」（2003年）[272]※有安杏果らと共に出演
- たのしい幼稚園
- サンクス[272]
- 全労済（ラジオ）[273]
- タマホーム
- バンダイ[273]
- ミツカン[272]
- Canバッチgood![274]
- ライフアフター（2019年）[275]
- ツイキャス「みんなの好きが集まる場所」（2020年）[276]
- Yostar Pictures 企業イメージCM「アニメづくりを、変えていく」（2022年）ナレーション[277]
- 日本中央競馬会ブランドCM「今日、わたしの物語が走ります。Another side篇」（2023年　陸上選手）[278]

### ナレーション
- かまいガチ（2021年6月18日、テレビ朝日）
- FC町田ゼルビアをつくろう〜ゼルつく〜 #70#71（2021年7月23日、AbemaTV）[279]

### その他コンテンツ
- ポンキッキ『ポンポン ポロロ』主題歌[280]（2006年）
- LINEスタンプ『アイドルマスター シンデレラガールズ２』（2015年、赤城みりあ）
- アクティヴレイド めざましマネージャー Liko（2016年、Liko[281]）
- マイスロ マスコットキャラクター（2016年、みどりちゃん）
- 京阪電鉄 宇治線の車内アナウンス（2016年、黄前久美子役[282]）
- パチスロ『ゼーガペイン2』（2022年、ミルヒ[283]）
- メタリックルージュ ボイスドラマ（2023年 - 2024年、ナオミ・オルトマン）

## ディスコグラフィ

### キャラクターソング
| 発売日         | 商品名                                                                                               | 歌 | 楽曲 | 備考                                                                             |
| -------------- | --- | --- | --- | -------------------------------------------------------------------------------- |
| 2013年5月22日  | THE IDOLM@STER CINDERELLA MASTER 017 赤城みりあ                                                      | 赤城みりあ（黒沢ともよ） | 「Romantic Now」                                                                                         | ゲーム『アイドルマスター シンデレラガールズ』関連曲                              |
| 2013年10月2日  | THE IDOLM@STER CINDERELLA MASTER Passion jewelries! 001                                              | 本田未央（原紗友里）、諸星きらり（松嵜麗）、赤城みりあ（黒沢ともよ）、城ヶ崎美嘉（佳村はるか）、城ヶ崎莉嘉（山本希望） | 「Orange Sapphire」 「ススメ☆オトメ 〜jewel parade〜」                                                   | ゲーム『アイドルマスター シンデレラガールズ』関連曲                              |
| 2013年10月2日  | THE IDOLM@STER CINDERELLA MASTER Passion jewelries! 001                                              | 赤城みりあ（黒沢ともよ） | 「はじめてのチュウ」                                                                                     | ゲーム『アイドルマスター シンデレラガールズ』関連曲                              |
| 2014年7月2日   | ミライ*ガール                                                                                        | 延珠（日高里菜）、ティナ（黒沢ともよ） | 「ミライ*ガール（カバー）」                                                                              | テレビアニメ『ブラック・ブレット』関連曲                                         |
| 2014年10月22日 | エレメンタリオで会いましょう！                                                                       | BRILLIANT4 | 「エレメンタリオで会いましょう！」 「素晴ラシキFUN!TASY」                                                | テレビアニメ『甘城ブリリアントパーク』エンディングテーマ                         |
| 2014年11月5日  | ホシトハナ                                                                                           | 讃州中学勇者部 | 「ホシトハナ」                                                                                           | テレビアニメ『結城友奈は勇者である』オープニングテーマ                           |
| 2014年11月5日  | ホシトハナ                                                                                           | 犬吠埼樹（黒沢ともよ） | 「祈りの歌 acoustic guitar ver.」                                                                        | テレビアニメ『結城友奈は勇者である』エンディングテーマ                           |
| 2014年11月19日 | Aurora Days                                                                                          | 讃州中学勇者部 | 「Aurora Days」                                                                                          | テレビアニメ『結城友奈は勇者である』エンディングテーマ                           |
| 2014年11月19日 | 甘城ブリリアントパーク キャラクターソング集                                                          | BRILLIANT4 | 「+ユニバース」                                                                                          | テレビアニメ『甘城ブリリアントパーク』関連曲                                     |
| 2015年1月21日  | 結城友奈は勇者である BD・DVD第2巻特典CD                                                              | 犬吠埼樹（黒沢ともよ） | 「ホシトハナ」 「AuroraDays」                                                                            | テレビアニメ『結城友奈は勇者である』関連曲                                       |
| 2015年1月21日  | THE IDOLM@STER CINDERELLA GIRLS ANIMATION PROJECT 00 ST@RTER BEST                                    | CINDERELLA PROJECT | 「ススメ☆オトメ 〜jewel parade〜」                                                                       | テレビアニメ『アイドルマスター シンデレラガールズ』関連曲                        |
| 2015年2月18日  | THE IDOLM@STER CINDERELLA GIRLS ANIMATION PROJECT 01 Star!!                                          | CINDERELLA PROJECT | 「Star!!」                                                                                               | テレビアニメ『アイドルマスター シンデレラガールズ』オープニングテーマ            |
| 2015年4月8日   | THE IDOLM@STER CINDERELLA GIRLS ANIMATION PROJECT 05 LET'S GO HAPPY!!                                | 凸レーション | 「LET'S GO HAPPY!!」                                                                                     | テレビアニメ『アイドルマスター シンデレラガールズ』エンディングテーマ            |
| 2015年4月8日   | THE IDOLM@STER CINDERELLA GIRLS ANIMATION PROJECT 05 LET'S GO HAPPY!!                                | 凸レーション | 「夕映えプレゼント」                                                                                     | テレビアニメ『アイドルマスター シンデレラガールズ』関連曲                        |
| 2015年4月22日  | 読まぬ空気のカラザンヨウ！                                                                           | シルフィー（黒沢ともよ） | 「読まぬ空気のカラザンヨウ！」 「エレメンタリオで会いましょう！」 「素晴ラシキFUN!TASY」 「+ユニバース」 | テレビアニメ『甘城ブリリアントパーク』関連曲                                     |
| 2015年5月13日  | THE IDOLM@STER CINDERELLA GIRLS ANIMATION PROJECT 08 GOIN'!!!                                        | CINDERELLA PROJECT | 「GOIN'!!!」                                                                                             | テレビアニメ『アイドルマスター シンデレラガールズ』挿入歌                        |
| 2015年5月13日  | THE IDOLM@STER CINDERELLA GIRLS ANIMATION PROJECT 08 GOIN'!!!                                        | CINDERELLA PROJECT | 「夕映えプレゼント」                                                                                     | テレビアニメ『アイドルマスター シンデレラガールズ』エンディングテーマ            |
| 2015年5月13日  | トゥッティ！                                                                                         | 北宇治カルテット | 「トゥッティ！」                                                                                         | テレビアニメ『響け!ユーフォニアム』エンディングテーマ                            |
| 2015年5月13日  | トゥッティ！                                                                                         | 北宇治カルテット | 「ベルアップ！」                                                                                         | テレビアニメ『響け！ユーフォニアム』関連曲                                       |
| 2015年5月29日  | ツキウタ。10月 伊地崎麗奈                                                                            | 伊地崎麗奈（黒沢ともよ） | 「Sugar★Sugar★MAGiC★」 「Praying for your smile」                                                        | 『ツキウタ。』関連曲                                                             |
| 2015年7月1日   | 響け！ユーフォニアム キャラクターソング vol.1 黄前久美子                                             | 黄前久美子（黒沢ともよ） | 「明日へのEuphony」 「BrushUp × BrassUp」                                                                | テレビアニメ『響け！ユーフォニアム』関連曲                                       |
| 2015年8月5日   | THE IDOLM@STER CINDERELLA GIRLS ANIMATION PROJECT 2nd season 01 Shine!!                              | CINDERELLA PROJECT | 「Shine!!」                                                                                              | テレビアニメ『アイドルマスター シンデレラガールズ』オープニングテーマ            |
| 2015年9月12日  | THE IDOLM@STER CINDERELLA GIRLS サガン鳥栖 サポートソング 青空エール                                 | 赤城みりあ（黒沢ともよ）、緒方智絵里（大空直美）、城ヶ崎美嘉（佳村はるか）、脇山珠美（嘉山未紗） | 「青空エール」                                                                                           | ゲーム『アイドルマスター シンデレラガールズ』関連曲 『サガン鳥栖』サポートソング |
| 2015年9月23日  | THE IDOLM@STER CINDERELLA GIRLS ANIMATION PROJECT 2nd Season 02                                      | 凸レーション with 城ヶ崎美嘉（佳村はるか） | 「私色ギフト」                                                                                           | テレビアニメ『アイドルマスター シンデレラガールズ』エンディングテーマ            |
| 2015年9月23日  | THE IDOLM@STER CINDERELLA GIRLS ANIMATION PROJECT 2nd Season 02                                      | 凸レーション | 「夢色ハーモニー」                                                                                       | テレビアニメ『アイドルマスター シンデレラガールズ』関連曲                        |
| 2015年9月25日  | アイドルマスター シンデレラガールズ BD・DVD 第5巻完全生産限定版特典CD「346Pro IDOL selection vol.3」 | 赤城みりあ（黒沢ともよ） | 「ショコラ・ティアラ 〜For Miria rearrange MIX〜」                                                       | テレビアニメ『アイドルマスター シンデレラガールズ』関連曲                        |
| 2015年10月1日  | よるのないくに オフィシャルサウンドトラック                                                          | クリストフォロス（黒沢ともよ） | 「arietta」                                                                                              | ゲーム『よるのないくに』関連曲                                                   |
| 2015年11月25日 | THE IDOLM@STER CINDERELLA GIRLS ANIMATION PROJECT 2nd Season 07                                      | CINDERELLA PROJECT | 「M@GIC☆」                                                                                               | テレビアニメ『アイドルマスター シンデレラガールズ』挿入歌                        |
| 2015年11月25日 | THE IDOLM@STER CINDERELLA GIRLS ANIMATION PROJECT 2nd Season 07                                      | CINDERELLA PROJECT | 「夢色ハーモニー」                                                                                       | テレビアニメ『アイドルマスター シンデレラガールズ』エンディングテーマ            |
| 2016年1月29日  | Yum-Yum!! Love!?                                                                                     | 神無月郁（小野賢章）、伊地崎麗奈（黒沢ともよ） | 「Yum-Yum!! Love!?」                                                                                     | 『ツキウタ。』関連曲                                                             |
| 2016年3月2日   | 結城友奈は勇者である character songs 勇気のバトン                                                    | 犬吠埼樹（黒沢ともよ） | 「カラフルワールド」                                                                                     | テレビアニメ『結城友奈は勇者である』関連曲                                       |
| 2016年3月2日   | 結城友奈は勇者である character songs 勇気のバトン                                                    | 讃州中学勇者部 | 「勇気のバトン」                                                                                         | テレビアニメ『結城友奈は勇者である』関連曲                                       |
| 2016年3月30日  | THE IDOLM@STER CINDERELLA GIRLS ANIMATION PROJECT ORIGINAL SOUNDTRACK                                | 凸レーション | 「Orange Sapphire（TV Size）」                                                                           | テレビアニメ『アイドルマスター シンデレラガールズ』挿入歌                        |
| 2016年3月30日  | THE IDOLM@STER CINDERELLA GIRLS ANIMATION PROJECT ORIGINAL SOUNDTRACK                                | 双葉杏（五十嵐裕美）、三村かな子（大坪由佳）、城ヶ崎莉嘉（山本希望）、神崎蘭子（内田真礼）、前川みく（高森奈津美）、諸星きらり（松嵜麗）、多田李衣菜（青木瑠璃子）、赤城みりあ（黒沢ともよ）、新田美波（洲崎綾）、緒方智絵里（大空直美）、安部菜々（三宅麻理恵）、木村夏樹（安野希世乃）、白坂小梅（桜咲千依） | 「GOIN'!!!」                                                                                             | テレビアニメ『アイドルマスター シンデレラガールズ』挿入歌                        |
| 2016年6月22日  | THE IDOLM@STER CINDERELLA GIRLS STARLIGHT MASTER 03 ハイファイ☆デイズ                                | 佐々木千枝（今井麻夏）、櫻井桃華（照井春佳）、市原仁奈（久野美咲）、龍崎薫（春瀬なつみ）、赤城みりあ（黒沢ともよ） | 「ハイファイ☆デイズ（M@STER VERSION）」                                                                  | ゲーム『アイドルマスター シンデレラガールズ スターライトステージ』関連曲         |
| 2016年7月27日  | Field Trip!!                                                                                         | Liko（黒沢ともよ） | 「Field Trip!!」                                                                                         | テレビアニメ『アクティヴレイド -機動強襲室第八係- 2nd』エンディングテーマ        |
| 2016年7月27日  | Field Trip!!                                                                                         | Liko（黒沢ともよ） | 「リンク∴リング」                                                                                        | テレビアニメ『アクティヴレイド -機動強襲室第八係- 2nd』関連曲                    |
| 2016年9月2日   | THE IDOLM@STER CINDERELLA GIRLS 4thLIVE TriCastle Story Starlight Castle 会場オリジナルCD            | 赤城みりあ（黒沢ともよ） | 「ハイファイ☆デイズ（M@STER VERSION）」                                                                  | ゲーム『アイドルマスター シンデレラガールズ スターライトステージ』関連曲         |
| 2016年9月16日  | Night Before Halloween                                                                               | 伊地崎麗奈（黒沢ともよ） | 「Night Before Halloween」 「Noir Grimoire」                                                             | 『ツキウタ。』関連曲                                                             |
| 2016年11月2日  | ヴィヴァーチェ！                                                                                     | 北宇治カルテット | 「ヴィヴァーチェ！」                                                                                     | テレビアニメ『響け!ユーフォニアム2』エンディングテーマ                           |
| 2016年11月2日  | ヴィヴァーチェ！                                                                                     | 北宇治カルテット | 「LINK UP!!!」                                                                                           | テレビアニメ『響け!ユーフォニアム2』関連曲                                       |
| 2017年1月25日  | THE IDOLM@STER CINDERELLA GIRLS VIEWING REVOLUTION Yes! Party Time!!                                 | 島村卯月（大橋彩香）、渋谷凛（福原綾香）、本田未央（原紗友里）、赤城みりあ（黒沢ともよ）、安部菜々（三宅麻理恵） | 「Yes! Party Time!!（M@STER VERSION）」                                                                  | ゲーム『アイドルマスター シンデレラガールズ ビューイングレボリューション』関連曲 |
| 2017年2月8日   | THE IDOLM@STER CINDERELLA MASTER EVERMORE                                                            | 島村卯月（大橋彩香）、渋谷凛（福原綾香）、本田未央（原紗友里）、赤城みりあ（黒沢ともよ）、安部菜々（三宅麻理恵）、神崎蘭子（内田真礼）、小日向美穂（津田美波）、城ヶ崎美嘉（佳村はるか）、城ヶ崎莉嘉（山本希望）、高垣楓（早見沙織）、多田李衣菜（青木瑠璃子）、新田美波（洲崎綾）、双葉杏（五十嵐裕美）、前川みく（高森奈津美）、諸星きらり（松嵜麗） | 「ススメ☆オトメ 〜jewel parade〜」                                                                       | ゲーム『アイドルマスター シンデレラガールズ』関連曲                              |
| 2017年2月8日   | THE IDOLM@STER CINDERELLA MASTER EVERMORE                                                            | 大橋彩香、福原綾香、原紗友里、藍原ことみ、青木志貴、青木瑠璃子、飯田友子、五十嵐裕美、今井麻夏、上坂すみれ、内田真礼、桜咲千依、大空直美、大坪由佳、金子真由美、金子有希、木村珠莉、黒沢ともよ、佐藤亜美菜、下地紫野、洲崎綾、鈴木絵理、髙野麻美、高森奈津美、立花理香、種﨑敦美、千菅春香、東山奈央、長島光那、原優子、早見沙織、春瀬なつみ、渕上舞、牧野由依、松井恵理子、松嵜麗、三宅麻理恵、村中知、杜野まこ、安野希世乃、山下七海、山本希望、佳村はるか、ルゥティン、和氣あず未 | 「EVERMORE（4thLIVE MIX）」                                                                              | ゲーム『アイドルマスター シンデレラガールズ』関連曲                              |
| 2017年9月13日  | THE IDOLM@STER CINDERELLA GIRLS STARLIGHT MASTER 13 Sweet Witches' Night 〜6人目はだぁれ〜           | 赤城みりあ（黒沢ともよ） | 「わたぐも」                                                                                             | ゲーム『アイドルマスター シンデレラガールズ スターライトステージ』関連曲         |
| 2017年9月13日  | THE IDOLM@STER CINDERELLA GIRLS STARLIGHT MASTER 13 Sweet Witches' Night 〜6人目はだぁれ〜           | 小日向美穂（津田美波）、城ヶ崎美嘉（佳村はるか）、相葉夕美（木村珠莉）、上条春菜（長島光那）、赤城みりあ（黒沢ともよ） | 「shabon song」                                                                                          | ゲーム『アイドルマスター シンデレラガールズ スターライトステージ』関連曲         |
| 2017年12月6日  | ハナコトバ/勇者たちのララバイ                                                                        | 讃州中学勇者部 | 「ハナコトバ」                                                                                           | テレビアニメ『結城友奈は勇者である -勇者の章-』オープニングテーマ                |
| 2017年12月6日  | ハナコトバ/勇者たちのララバイ                                                                        | 讃州中学勇者部 | 「勇者たちのララバイ」                                                                                   | テレビアニメ『結城友奈は勇者である -勇者の章-』エンディングテーマ                |
| 2018年1月17日  | 宝石の国 オリジナルサウンドトラック コンプリート                                                     | フォスフォフィライト（黒沢ともよ） | 「liquescimus」                                                                                          | テレビアニメ『宝石の国』エンディングテーマ                                       |
| 2018年1月27日  | アイドルマスター シンデレラガールズ U149 第2巻特別版特典CD                                           | 赤城みりあ（黒沢ともよ）、結城晴（小市眞琴） | 「青空エール」                                                                                           | 漫画『アイドルマスター シンデレラガールズ U149』関連曲                           |
| 2018年3月7日   | THE IDOLM@STER CINDERELLA MASTER イリュージョニスタ！                                                | 佐々木千枝（今井麻夏）、櫻井桃華（照井春佳）、市原仁奈（久野美咲）、龍崎薫（春瀬なつみ）、赤城みりあ（黒沢ともよ） | 「Yes! Party Time!!（M@STER VERSION）」                                                                  | ゲーム『アイドルマスター シンデレラガールズ スターライトステージ』関連曲         |
| 2018年5月30日  | Le temps de la rentrée〜恋の家路（新学期）〜                                                         | 甘粕ひそね（久野美咲）、貝崎名緒（黒沢ともよ） | 「Le temps de la rentrée〜恋の家路（新学期）〜」                                                         | テレビアニメ『ひそねとまそたん』エンディングテーマ                               |
| 2018年5月30日  | Le temps de la rentrée〜恋の家路（新学期）〜                                                         | 甘粕ひそね（久野美咲）、貝崎名緒（黒沢ともよ） / コーラス：甘粕ひそね（久野美咲）、貝崎名緒（黒沢ともよ） | 「Le temps de la rentrée〜恋の家路（新学期）〜」                                                         | テレビアニメ『ひそねとまそたん』エンディングテーマ                               |
| 2018年5月30日  | Le temps de la rentrée〜恋の家路（新学期）〜                                                         | 甘粕ひそね（久野美咲）、星野絵瑠（河瀬茉希）、絹番莉々子（新井里美）、日登美真弓（名塚佳織） / コーラス：貝崎名緒（黒沢ともよ） | 「Le temps de la rentrée〜恋の家路（新学期）〜」                                                         | テレビアニメ『ひそねとまそたん』エンディングテーマ                               |
| 2018年5月30日  | Le temps de la rentrée〜恋の家路（新学期）〜                                                         | 甘粕ひそね（久野美咲）、貝崎名緒（黒沢ともよ） / コーラス：星野絵瑠（河瀬茉希）、絹番莉々子（新井里美）、日登美真弓（名塚佳織） | 「Le temps de la rentrée〜恋の家路（新学期）〜」                                                         | テレビアニメ『ひそねとまそたん』エンディングテーマ                               |
| 2018年5月30日  | Le temps de la rentrée〜恋の家路（新学期）〜                                                         | Dパイ | 「Le temps de la rentrée〜恋の家路（新学期）〜」                                                         | テレビアニメ『ひそねとまそたん』エンディングテーマ                               |
| 2018年6月27日  | アイドルタイムプリパラ☆ミュージックコレクション                                                      | ガァララ（黒沢ともよ） | 「すた〜らいとカーニバル☆」                                                                              | テレビアニメ『アイドルタイムプリパラ』挿入歌                                     |
| 2018年6月27日  | アイドルタイムプリパラ☆ミュージックコレクション                                                      | ファララ（佐藤あずさ）、ガァララ（黒沢ともよ） | 「リンリン♪がぁらふぁらんど」                                                                            | テレビアニメ『アイドルタイムプリパラ』挿入歌                                     |
| 2018年9月12日  | THE IDOLM@STER CINDERELLA GIRLS LITTLE STARS! なつっこ音頭                                           | 赤城みりあ（黒沢ともよ）、城ヶ崎莉嘉（山本希望）、橘ありす（佐藤亜美菜）、結城晴（小市眞琴）、龍崎薫（春瀬なつみ） | 「なつっこ音頭」                                                                                         | テレビアニメ『アイドルマスター シンデレラガールズ劇場』エンディングテーマ        |
| 2018年9月12日  | THE IDOLM@STER CINDERELLA GIRLS LITTLE STARS! なつっこ音頭                                           | 赤城みりあ（黒沢ともよ） | 「なつっこ音頭」                                                                                         | テレビアニメ『アイドルマスター シンデレラガールズ劇場』関連曲                    |
| 2018年10月30日 | アイドルマスター シンデレラガールズ U149 第4巻特別版特典CD                                           | 赤城みりあ（黒沢ともよ）、結城晴（小市眞琴）、市原仁奈（久野美咲） | 「Yes! Party Time!!」                                                                                    | 漫画『アイドルマスター シンデレラガールズ U149』関連曲                           |
| 2018年11月28日 | アイドルタイムプリパラ ULTRA MEGA MIX COLLECTION                                                     | ファララ（佐藤あずさ）、ガァララ（黒沢ともよ） | 「リンリン♪がぁらふぁらんど（KAZBONGO Drumstep Remix）」                                                 | テレビアニメ『アイドルタイムプリパラ』関連曲                                     |
| 2019年3月29日  | Seleas                                                                                               | Seleas | 「Seleas」 「T.O.T.M. -TAKOPA On The Moon-」                                                             | キャラクターCD『ツキウタ。』関連曲                                               |
| 2019年5月30日  | アイドルマスター シンデレラガールズ U149 第5巻特別版特典CD                                           | 赤城みりあ（黒沢ともよ）、市原仁奈（久野美咲） | 「ドレミファクトリー！」                                                                                 | 漫画『アイドルマスター シンデレラガールズ U149』関連曲                           |
| 2019年7月17日  | THE IDOLM@STER CINDERELLA GIRLS STARLIGHT MASTER 30 ガールズ・イン・ザ・フロンティア                 | 結城晴（小市眞琴）、赤城みりあ（黒沢ともよ）、脇山珠美（嘉山未紗）、緒方智絵里（大空直美）、城ヶ崎美嘉（佳村はるか） | 「青空エール（M@STER VERSION）」                                                                         | ゲーム『アイドルマスター シンデレラガールズ スターライトステージ』関連曲         |
| 2019年11月6日  | 勇気の歌                                                                                             | 犬吠埼樹（黒沢ともよ） | 「憧憬」                                                                                                 | パチスロ『結城友奈は勇者である』関連曲                                           |
| 2020年3月25日  | うちタマ?! 〜うちのタマ知りませんか？〜 ボーカルコレクション                                         | 桶谷コマ（黒沢ともよ） | 「Play with me…?」                                                                                       | テレビアニメ『うちタマ?! 〜うちのタマ知りませんか？〜』エンディングテーマ        |
| 2020年3月25日  | うちタマ?! 〜うちのタマ知りませんか？〜 オリジナルサウンドトラック                                   | 3丁目オールスターズ | 「3丁目のテーマ」                                                                                        | テレビアニメ『うちタマ?! 〜うちのタマ知りませんか？〜』エンディングテーマ        |
| 2020年12月23日 | 荒野のコトブキ飛行隊 大空のテイクオフガールズ！ チームソングミニアルバム                             | ハルカゼ飛行隊 | 「FLAP!」                                                                                                | ゲーム『荒野のコトブキ飛行隊 大空のテイクオフガールズ！』関連曲                  |
| 2020年12月23日 | アクダマドライブ キャラクターソングミニアルバム                                                      | 一般人（黒沢ともよ） | 「絶対絶命ノーエスケープ」                                                                               | テレビアニメ『アクダマドライブ』関連曲                                           |
| 2020年12月23日 | 俺達の世界わ終っている。新世界音楽集。                                                               | 少女A（黒沢ともよ） | 「Eternal Days (Judgement∞ ver.)」 「Eternal Days (ver.10)」                                             | ゲーム『JUDGEMENT 7 俺達の世界わ終っている。』エンディングテーマ                 |
| 2021年2月3日   | THE IDOLM@STER CINDERELLA GIRLS STARLIGHT MASTER GOLD RUSH! 06 THE VILLAIN'S NIGHT                   | 関裕美（会沢紗弥）、赤城みりあ（黒沢ともよ）、櫻井桃華（照井春佳）、相葉夕美（木村珠莉）、宮本フレデリカ（髙野麻美） | 「THE VILLAIN'S NIGHT（M@STER VERSION）」                                                                | ゲーム『アイドルマスター シンデレラガールズ スターライトステージ』関連曲         |
| 2021年2月3日   | THE IDOLM@STER CINDERELLA GIRLS STARLIGHT MASTER GOLD RUSH! 06 THE VILLAIN'S NIGHT                   | 赤城みりあ（黒沢ともよ） | 「THE VILLAIN'S NIGHT（M@STER VERSION）」                                                                | ゲーム『アイドルマスター シンデレラガールズ スターライトステージ』関連曲         |
| 2021年2月      | AIカードダス／アニメ『ゼノンザード＜ZENONZARD＞』 ベストアルバム「ELEMENTS」                         | キィラン・カッチラム（黒沢ともよ） | 「STAND UP!」                                                                                            | ゲーム『ゼノンザード』挿入歌                                                     |
| 2021年7月21日  | ワールドウィッチーズ 秘め歌コレクション オラーシャ北西部篇                                           | 西沢義子（黒沢ともよ） | 「ポリシー！」                                                                                           | 『ワールドウィッチーズ』関連曲                                                   |
| 2021年7月30日  | サウィンの奇跡(I miss you.)                                                                          | 伊地崎麗奈（黒沢ともよ） | 「サウィンの奇跡(I miss you.)」                                                                          | キャラクターCD『ツキウタ。』関連曲                                               |
| 2021年10月27日 | アシタノハナタチ                                                                                     | 讃州中学勇者部 | 「アシタノハナタチ」                                                                                     | テレビアニメ『結城友奈は勇者である -大満開の章-』オープニングテーマ              |
| 2021年10月27日 | 地平線の向こうへ                                                                                     | 讃州中学勇者部 | 「地平線の向こうへ」                                                                                     | テレビアニメ『結城友奈は勇者である -大満開の章-』エンディングテーマ              |
| 2021年10月27日 | 地平線の向こうへ                                                                                     | 結城友奈（照井春佳）、犬吠埼樹（黒沢ともよ） | 「Darling☆Darling」                                                                                      | テレビアニメ『結城友奈は勇者である -大満開の章-』挿入歌                          |
| 2022年4月8日   | アイドルマスター シンデレラガールズ U149 第10巻特別版特典CD                                          | 赤城みりあ（黒沢ともよ） | 「Spring Screaming」                                                                                     | 漫画『アイドルマスター シンデレラガールズ U149』関連曲                           |
| 2022年11月9日  | メイド大回転/冥途の子守唄                                                                            | とんとことんスタッフ一同 | 「メイド大回転」                                                                                         | テレビアニメ『アキバ冥途戦争』オープニングテーマ                                 |
| 2023年4月19日  | THE IDOLM@STER CINDERELLA GIRLS U149 ANIMATION MASTER 01 Shine In The Sky☆                           | U149 | 「Shine In The Sky☆」                                                                                    | テレビアニメ『アイドルマスター シンデレラガールズ U149』オープニングテーマ       |
| 2023年4月19日  | THE IDOLM@STER CINDERELLA GIRLS U149 ANIMATION MASTER 01 Shine In The Sky☆                           | 赤城みりあ（黒沢ともよ） | 「Shine In The Sky☆」                                                                                    | テレビアニメ『アイドルマスター シンデレラガールズ U149』関連曲                   |
| 2023年5月10日  | THE IDOLM@STER CINDERELLA GIRLS U149 ANIMATION MASTER 02 よりみちリトルスター                        | U149 | 「よりみちリトルスター」                                                                                 | テレビアニメ『アイドルマスター シンデレラガールズ U149』エンディングテーマ       |
| 2023年5月10日  | THE IDOLM@STER CINDERELLA GIRLS U149 ANIMATION MASTER 02 よりみちリトルスター                        | 安部菜々（三宅麻理恵）、佐藤心（花守ゆみり）、赤城みりあ（黒沢ともよ） | 「凸凹スピードスター」                                                                                   | テレビアニメ『アイドルマスター シンデレラガールズ U149』挿入歌                   |
| 2023年6月21日  | THE IDOLM@STER CINDERELLA GIRLS U149 ANIMATION MASTER 04 ゼロトゥワン!!                              | U149 | 「ゼロトゥワン!!」                                                                                       | テレビアニメ『アイドルマスター シンデレラガールズ U149』挿入歌                   |
| 2023年6月28日  | THE IDOLM@STER CINDERELLA GIRLS U149 ANIMATION MASTER 05 グッデイ・グッナイ                          | U149 | 「グッデイ・グッナイ」                                                                                   | テレビアニメ『アイドルマスター シンデレラガールズ U149』エンディングテーマ       |
| 2023年6月28日  | THE IDOLM@STER CINDERELLA GIRLS U149 ANIMATION MASTER 05 グッデイ・グッナイ                          | U149 | 「ドレミファクトリー！」                                                                                 | テレビアニメ『アイドルマスター シンデレラガールズ U149』挿入歌                   |
| 2023年7月5日   | THE IDOLM@STER CINDERELLA GIRLS U149 ANIMATION MASTER 06 キラメキ☆                                   | U149 | 「キラメキ☆」                                                                                            | テレビアニメ『アイドルマスター シンデレラガールズ U149』挿入歌                   |
| 2023年7月5日   | THE IDOLM@STER CINDERELLA GIRLS U149 ANIMATION MASTER 06 キラメキ☆                                   | 赤城みりあ（黒沢ともよ） | 「キラメキ☆」                                                                                            | テレビアニメ『アイドルマスター シンデレラガールズ U149』関連曲                   |
| 2023年8月2日   | THE IDOLM@STER CINDERELLA GIRLS STARLIGHT MASTER PLATINUM NUMBER 05 ハートボイルドウォーズ           | 市原仁奈（久野美咲）、赤城みりあ（黒沢ともよ） | 「ハッピー・ジャムジャム」                                                                               | ゲーム『アイドルマスター シンデレラガールズ スターライトステージ』関連曲         |
| 2023年9月27日  | メチャメチャ☆LEVEL UP 〜GRANBLUE FANTASY〜                                                           | メグ（黒沢ともよ）、まりっぺ（和氣あず未） | 「メチャメチャ☆LEVEL UP」                                                                                | ゲーム『グランブルーファンタジー』関連曲                                         |
| 2023年9月27日  | メチャメチャ☆LEVEL UP 〜GRANBLUE FANTASY〜                                                           | メグ（黒沢ともよ） | 「メチャメチャ☆LEVEL UP」                                                                                | ゲーム『グランブルーファンタジー』関連曲                                         |
| 2024年1月15日  | アークナイツ 3周年記念楽曲集                                                                         | アーミヤ（黒沢ともよ） | 「長い夜は明ける」                                                                                       | ゲーム『アークナイツ』関連曲                                                     |
| 2024年1月24日  | 「呪術廻戦 懐玉・玉折／渋谷事変」 オリジナル・サウンドトラック!                                      | 高田ちゃん（黒沢ともよ） | 「最高潮☆JUMPING!」                                                                                      | テレビアニメ『呪術廻戦 懐玉・玉折／渋谷事変』挿入歌                              |
| 2024年2月3日   | THE IDOLM@STER CINDERELLA GIRLS UNIT LIVE TOUR ConnecTrip! 石川公演&山形公演&岩手公演オリジナルCD    | 赤城みりあ（黒沢ともよ） | 「ゼロトゥワン!!」 「凸凹スピードスター」                                                                | テレビアニメ『アイドルマスター シンデレラガールズ U149』関連曲                   |
| 2024年4月6日   | THE IDOLM@STER CINDERELLA GIRLS UNIT LIVE TOUR ConnecTrip! 大阪公演&福岡公演&東京公演オリジナルCD    | 赤城みりあ（黒沢ともよ） | 「グッデイ・グッナイ」                                                                                   | テレビアニメ『アイドルマスター シンデレラガールズ U149』関連曲                   |
| 2024年6月26日  | 音色の彼方                                                                                           | 北宇治カルテット | 「音色の彼方」                                                                                           | テレビアニメ『響け!ユーフォニアム3』エンディングテーマ                           |
| 2024年8月28日  | 『響け！ユーフォニアム3』キャラクターソングシングル Vol.1                                            | 黄前久美子（黒沢ともよ）、高坂麗奈（安済知佳） | 「音色の軌跡」                                                                                           | テレビアニメ『響け!ユーフォニアム3』関連曲                                       |
| 2024年8月28日  | 『響け！ユーフォニアム3』キャラクターソングシングル Vol.1                                            | 黄前久美子（黒沢ともよ）、塚本秀一（石谷春貴） | 「ストーリーライン」                                                                                     | テレビアニメ『響け!ユーフォニアム3』関連曲                                       |
| 2024年11月13日 | アイドルランドプリパラ ソング♪コレクション OPEN DREAM LAND!                                          | エヴァーゴールド | 「リープ・トゥ・ザ・ゴールデン・イヤー!!!」                                                              | Webアニメ『アイドルランドプリパラ』エンディングテーマ・挿入歌                    |

### その他参加作品
| 発売日         | 商品名                                                                             | 歌 | 楽曲                                                                       | 備考                                                                        |
| -------------- | ---------------------------------------------------------------------------------- | --- | -------------------------------------------------------------------------- | --------------------------------------------------------------------------- |
| 2010年12月15日 | Märchen                                                                            | Sound Horizon（ボーカル：黒沢ともよ） | 「宵闇の唄」 「硝子の棺で眠る姫君」                                        |                                                                             |
| 2013年3月6日   | Happy Go Lucky! ドキドキ!プリキュア/この空の向こう                                 | 黒沢ともよ | 「Happy Go Lucky! ドキドキ!プリキュア」                                    | テレビアニメ『ドキドキ!プリキュア』オープニングテーマ                       |
| 2013年3月13日  | プリキュア〜永遠のともだち〜（2013Version）/みんなともだち                         | 工藤真由 & 黒沢ともよ & 吉田仁美 | 「プリキュア〜永遠のともだち〜（2013Version）」 「みんなともだち」         | 劇場アニメ『映画 プリキュアオールスターズNewStage2 こころのともだち』主題歌 |
| 2013年7月18日  | ドキドキ!プリキュア ボーカルアルバム1 Jump up, GIRLS!                              | 黒沢ともよ | 「フォルテ 〜Jump up Girls!〜」                                            | テレビアニメ『ドキドキ!プリキュア』イメージソング                           |
| 2013年9月14日  | ラブリンク                                                                         | 吉田仁美・黒沢ともよ with ドキドキ!プリキュア | 「この空の向こう〜ドキドキ!プリキュアといっしょ〜」                        | テレビアニメ『ドキドキ!プリキュア』関連曲                                   |
| 2013年11月6日  | ドキドキ!プリキュア ボーカルアルバム2 〜100%プリキュアDAYS☆〜                      | 黒沢ともよ | 「負けない翼で」                                                           | テレビアニメ『ドキドキ!プリキュア』イメージソング                           |
| 2014年1月15日  | ドキドキ!プリキュア ボーカルベスト                                                 | 五條真由美、うちやえゆか、工藤真由、宮本佳那子、茂家瑞季、林ももこ、池田彩、吉田仁美、黒沢ともよ                                                                                            | 「プリキュアメドレー2013（Full Version）」                                 | テレビアニメ「プリキュアシリーズ」関連曲                                    |
| 2015年12月28日 | 無限大の未来へ/Twinkle Collector                                                   | FIVE STARS | 「無限大の未来へ」 「Twinkle Collector」                                   | ラジオ『A&G NEXT BREAKS FIVE STARS』テーマソング                            |
| 2016年6月10日  | CINDERELLA PARTY! でれぱDEないと をきかないと!! 〜あかるくせいそにかわいくきよく〜 | 原紗友里、青木瑠璃子、黒沢ともよ | 「マル・マル・モリ・モリ!」                                                | ラジオ『CINDERELLA PARTY!』関連曲                                           |
| 2016年12月29日 | Bright Future/夕焼けオレンジ                                                       | FIVE STARS | 「Bright Future」 「夕焼けオレンジ」                                       | ラジオ『A&G NEXT BREAKS FIVE STARS』テーマソング                            |
| 2019年2月4日   | Magic Hour p.m.8/ラブラブのテーマ                                                  | FIVE STARS | 「Magic Hour p.m.8」 「ラブラブのテーマ」                                  | ラジオ『A&G NEXT BREAKS FIVE STARS』テーマソング                            |
| 2023年11月29日 | プリキュア ボーカルベストBOX 2018-2023                                             | 池田彩、石井あみ、礒部花凜、うちやえゆか、北川理恵、工藤真由、黒沢ともよ、五條真由美、駒形友梨、佐々木李子、林ももこ、仲谷明香、後本萌葉、Machico、宮本佳那子、茂家瑞季、吉田仁美、吉武千颯 | 「DANZEN!ふたりはプリキュア 〜20th Anniversary〜 Precure Singers Edition」 | テレビアニメ「プリキュアシリーズ」関連曲                                    |
| 2023年11月29日 | プリキュア ボーカルベストBOX 2018-2023                                             | 池田彩、石井あみ、礒部花凜、うちやえゆか、北川理恵、工藤真由、黒沢ともよ、五條真由美、駒形友梨、佐々木李子、林ももこ、仲谷明香、後本萌葉、Machico、宮本佳那子、茂家瑞季、吉田仁美、吉武千颯 | 「シェアして！プリキュア 〜20th Anniversary〜 Precure Singers Edition      | テレビアニメ「プリキュアシリーズ」関連曲                                    |

## ライブ・イベント

### 合同ライブ
| 出演日               | タイトル                                                                                        | 会場                                            |
| -------------------- | ----------------------------------------------------------------------------------------------- | ----------------------------------------------- |
| 2013年8月23日        | Animelo Summer Live 2013 -FLAG NINE-                                                            | さいたまスーパーアリーナ（埼玉県）              |
| 2014年2月23日        | THE IDOLM@STER M@STERS OF IDOL WORLD!!2014                                                      | さいたまスーパーアリーナ（埼玉県）              |
| 2014年4月6日         | THE IDOLM@STER CINDERELLA GIRLS 1stLIVE WONDERFUL M@GIC!!                                       | 舞浜アンフィシアター（千葉県）                  |
| 2015年3月8日         | P's LIVE! 02 〜LOVE ＆ P's〜                                                                    | 横浜アリーナ（神奈川県）                        |
| 2015年3月15日        | 『結城友奈は勇者である』スペシャルイベント「満開祭り」                                          | 豊洲PIT（東京都）                               |
| 2015年7月19日        | THE IDOLM@STER M@STERS OF IDOL WORLD 2015                                                       | 西武プリンスドーム（埼玉県）                    |
| 2015年8月2日         | THE IDOLM@STER CINDERELLA GIRLS SUMMER FESTIV@L 2015 東京公演                                   | 舞浜アンフィシアター（千葉県）                  |
| 2015年8月23日        | THE IDOLM@STER CINDERELLA GIRLS SUMMER FESTIV@L 2015 大阪公演                                   | グランキューブ大阪（大阪府）                    |
| 2015年8月29日        | Animelo Summer Live 2015 -THE GATE-                                                             | さいたまスーパーアリーナ（埼玉県）              |
| 2015年11月28日・29日 | THE IDOLM@STER CINDERELLA GIRLS 3rdLIVE シンデレラの舞踏会 - Power of Smile -                   | 幕張メッセ国際展示場 9-11番ホール（千葉県）     |
| 2016年7月30日        | THE IDOLM@STER CINDERELLA GIRLS MEMORIAL PARADE                                                 | STUDIO COAST（東京都）                          |
| 2016年8月26日        | Animelo Summer Live 2016 刻-TOKI-                                                               | さいたまスーパーアリーナ（埼玉県）              |
| 2016年9月4日         | THE IDOLM@STER CINDERELLA GIRLS 4thLIVE TriCastle Story Starlight Castle                        | 神戸ワールド記念ホール（兵庫県）                |
| 2016年10月16日       | THE IDOLM@STER CINDERELLA GIRLS 4thLIVE TriCastle 346 Castle                                    | さいたまスーパーアリーナ（埼玉県）              |
| 2016年11月13日       | 『結城友奈は勇者である』スペシャルイベント「満開祭り2」                                         | 豊洲PIT（東京都）                               |
| 2017年6月24日・25日  | THE IDOLM@STER CINDERELLA GIRLS 5thLIVE TOUR Serendipity Parade!!! 静岡公演                     | エコパアリーナ（静岡県）                        |
| 2017年6月30日        | ANISONG WORLD MATSURI 〜JAPAN KAWAII LIVE〜 at Anime Expo 2017                                  | マイクロソフトシアター（アメリカ ロサンゼルス） |
| 2017年8月12日        | THE IDOLM@STER CINDERELLA GIRLS 5thLIVE TOUR Serendipity Parade!!! さいたまスーパーアリーナ公演 | さいたまスーパーアリーナ（埼玉県）              |
| 2017年11月19日       | アイドルマスター シンデレラガールズ 6th Anniversary Memorial Party                              | 舞浜アンフィシアター（千葉県）                  |
| 2017年11月26日       | P's LIVE! 05 Go! Love&Passion!!〜                                                               | 横浜アリーナ（神奈川県）                        |
| 2018年3月4日         | 『結城友奈は勇者である』スペシャルイベント「満開祭り3」                                         | 中野サンプラザ（東京都）                        |
| 2018年4月7日・8日    | THE IDOLM@STER CINDERELLA GIRLS Initial Mess@ge                                                 | 台北国際会議中心（台湾 台北市）                 |
| 2018年7月7日         | ANISONG WORLD MATSURI 〜JAPAN KAWAII LIVE〜 at Anime Expo 2018                                  | マイクロソフトシアター（アメリカ ロサンゼルス） |
| 2018年7月21日        | Bilibili Macro Link- Star Phase × Anisong World Matsuri 2018                                    | メルセデス・ベンツアリーナ（中国 上海市）       |
| 2018年11月11日       | THE IDOLM@STER CINDERELLA GIRLS 6thLIVE MERRY-GO-ROUNDOME!!!                                    | メットライフドーム（埼玉県）                    |
| 2019年8月31日        | Animelo Summer Live 2019 -STORY-                                                                | さいたまスーパーアリーナ（埼玉県）              |
| 2021年10月2日・3日   | THE IDOLM@STER CINDERELLA GIRLS 10th ANNIVERSARY M@GICAL WONDERLAND TOUR!!! MerryMaerchen Land  | 西日本総合展示場 新館（福岡県）                 |
| 2022年4月3日         | THE IDOLM@STER CINDERELLA GIRLS 10th ANNIVERSARY M@GICAL WONDERLAND!!!                          | ベルーナドーム（埼玉県）                        |
| 2022年6月12日        | 『結城友奈は勇者である』スペシャルイベント「満開祭り4」                                         | TACHIKAWA STAGE GARDEN（東京都）                |
| 2022年8月14日        | 『響け！ユーフォニアム』公式吹奏楽コンサート ～北宇治高校吹奏楽部 サマーコンサート～            | LINE CUBE SHIBUYA（東京都）                     |
| 2023年2月11日        | THE IDOLM@STER M@STERS OF IDOL WORLD!!!!! 2023                                                  | 東京ドーム（東京都）                            |
| 2024年1月20日・21日  | 全プリキュア 20th Anniversary LIVE!                                                             | 横浜アリーナ（神奈川県）                        |

### シリーズ一覧
1. ↑  第1期『-結城友奈の章-』（2014年）、第2期『-勇者の章-』（2017年 - 2018年）、第3期『-大満開の章-』（2021年）
2. ↑  1stシーズン（2015年）、2ndシーズン（2015年）
3. ↑  第1期（2015年）、第2期『2』（2016年）、第3期『3』（2024年）
4. ↑  第1クール（2015年）、第2クール（2015年）
5. ↑  第1期（2016年）、第2期『2nd』（2016年）
6. ↑  第1期（2017年）、第2期『2nd Season』[54]（2019年）、第3期『3rd Season』（2020年）、『ガルパ5周年記念アニメ』（2022年）
7. ↑  第2期（2017年）、第3期（2018年）、第4期『CLIMAX SEASON』（2019年）
8. ↑  第1期（2018年）、第2期『〜大盛り〜』（2020年）、第3期『ふぃーばー！』（2021年 - 2022年）
9. ↑  第1期（2020年 - 2021年）、第2期『懐玉・玉折/渋谷事変』（2023年）
10. ↑  第2期『SEASON2』（2021年）、第3期『SEASON3』（2024年）
11. ↑  第2シリーズ（2021年）、第3シリーズ（2022年）
12. ↑  シーズン1（2021年）、シーズン2（2022年 - 2023年）
13. ↑  第1期『【黎明前奏/PRELUDE TO DAWN】』（2022年）、第2期『【冬隠帰路/PERISH IN FROST】』（2023年）、第3期『【焔燼曙明/RISE FROM EMBER】』（2025年）
14. ↑  第一部『世直し姉弟編』（2024年）、第二部『千魔混沌編』（2024年）
15. ↑  1st season（2024年）、2nd season（2025年）
16. ↑  『劇場版 アイカツ！』（2014年）、『ねらわれた魔法のアイカツ！カード』（2016年）、『10th STORY 〜未来へのSTARWAY〜』（2022年 - 2023年）
17. ↑  『北宇治高校吹奏楽部へようこそ』[109]（2016年）、『届けたいメロディ』[110]（2017年）、『リズと青い鳥』[111]（2018年）、『誓いのフィナーレ』[112]（2019年）、『アンサンブルコンテスト』[113]（2023年）
18. ↑  『FILM LIVE』[118]（2019年）、『FILM LIVE 2nd Stage』[119]（2021年）
19. ↑  『火曜シンデレラシアター』（2017年 - 2018年）、『Extra Stage』（2021年）
20. ↑  パート1・2（2019年）
21. ↑  第1期（2021年）、第2期『II』（2023年）
22. ↑  シーズン1（2024年）、シーズン2（2024年）
23. ↑  『シンデレラガールズ』（2013年 - 2022年）、『スターライトステージ』（2015年 - 2023年）、『ビューイングレボリューション』（2016年）
24. ↑  『ガールフレンド（♪）』[145]『ガールフレンド（仮）』[146]（2016年）
25. ↑  『ワッチャプリマジ！』（2021年 - 2022年）、『ワッチャプリマジ！スタジオ』（2022年 - 2023年）

### 初出話一覧
1. ↑  第17話初出
2. 1 2 3 4 5 6  第1話初出
3. ↑  第一部 第2話初出
4. 1 2  第19話初出
5. ↑  第5話初出
6. ↑  第6話初出

### ユニットメンバー
1. 1 2  ミュース（相坂優歌）、シルフィー（黒沢ともよ）、コボリー（三上枝織）、サーラマ（津田美波）
2. 1 2 3  照井春佳、三森すずこ、内山夕実、黒沢ともよ、長妻樹里
3. 1 2 3 4  島村卯月（大橋彩香）、渋谷凛（福原綾香）、本田未央（原紗友里）、双葉杏（五十嵐裕美）、三村かな子（大坪由佳）、城ヶ崎莉嘉（山本希望）、神崎蘭子（内田真礼）、前川みく（高森奈津美）、諸星きらり（松嵜麗）、多田李衣菜（青木瑠璃子）、赤城みりあ（黒沢ともよ）、新田美波（洲崎綾）、緒方智絵里（大空直美）、アナスタシア（上坂すみれ）
4. 1 2 3 4  城ヶ崎莉嘉（山本希望）、諸星きらり（松嵜麗）、赤城みりあ（黒沢ともよ）
5. 1 2 3  黄前久美子（黒沢ともよ）、加藤葉月（朝井彩加）、川島緑輝（豊田萌絵）、高坂麗奈（安済知佳）
6. 1 2  照井春佳、三森すずこ、内山夕実、黒沢ともよ、長妻樹里、花澤香菜
7. ↑  甘粕ひそね（久野美咲）、貝崎名緒（黒沢ともよ）、星野絵瑠（河瀬茉希）、絹番莉々子（新井里美）、日登美真弓（名塚佳織）
8. ↑  照瀬結乃（佐藤利奈）、姫川瑞希（石上静香）、元宮祭莉（大坪由佳）、朝霧あかね（福原香織）、伊地崎麗奈（黒沢ともよ）、天童院椿（上坂すみれ）
9. ↑  岡本タマ（斉藤壮馬）、山田ポチ（小野賢章）、木曽トラ（白井悠介）、花咲モモ（花澤香菜）、河原ベー（内田雄馬）、桶谷コマ（黒沢ともよ）、ノラ（梶裕貴）、三河クロ（梅原裕一郎）、野田ゴン（羽多野渉）、倉持ブル（前野智昭）
10. ↑  ユーカ（本渡楓）、アカリ（七瀬彩夏）、ガーベラ（高野麻里佳）、エリカ（白石晴香）、ダリア（黒沢ともよ）、ベル（石見舞菜香）
11. ↑  和平なごみ（近藤玲奈）、万年嵐子（佐藤利奈）、ゆめち（田中美海）、しぃぽん（黒沢ともよ）、ゾーヤ（ジェーニャ）、店長（高垣彩陽）
12. 1 2 3 4  橘ありす（佐藤亜美菜）、櫻井桃華（照井春佳）、赤城みりあ（黒沢ともよ）、的場梨沙（集貝はな）、結城晴（小市眞琴）、佐々木千枝（今井麻夏）、龍崎薫（春瀬なつみ）、市原仁奈（久野美咲）、古賀小春（小森結梨）
13. ↑  華園しゅうか（朝日奈丸佳）、ガァララ・ス・リープ（黒沢ともよ）、地獄ミミ子（上田麗奈）
14. ↑  生天目仁美、寿美菜子、渕上舞、宮本佳那子、釘宮理恵
15. 1 2  黒沢ともよ、深川芹亜、田中美海、松田利冴、吉田有里